# Bedeutende Straßen und Plätze von Rhein-Ruhr
Die Liste enthält besonders bedeutende und bekannte Straßen und Plätze der Städte und Großstädte der Metropolregion Rhein-Ruhr.

## Bergkamen
- Die Präsidentenstraße ist die Haupteinkaufsstraße in Bergkamens Zentrum.

## Bochum

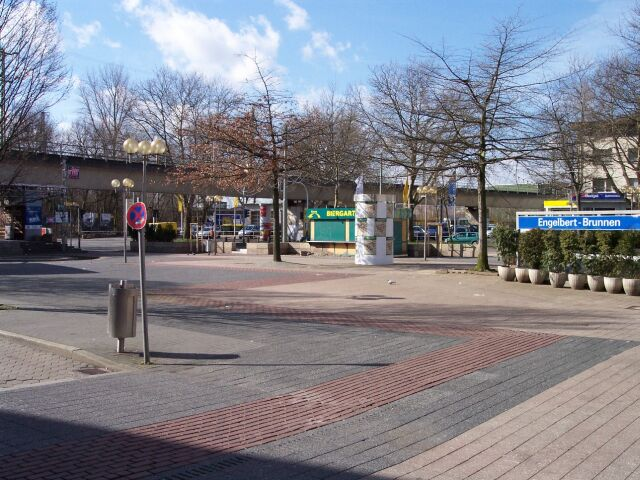
Das Bermudadreieck am frühen Morgen außerhalb der Saison

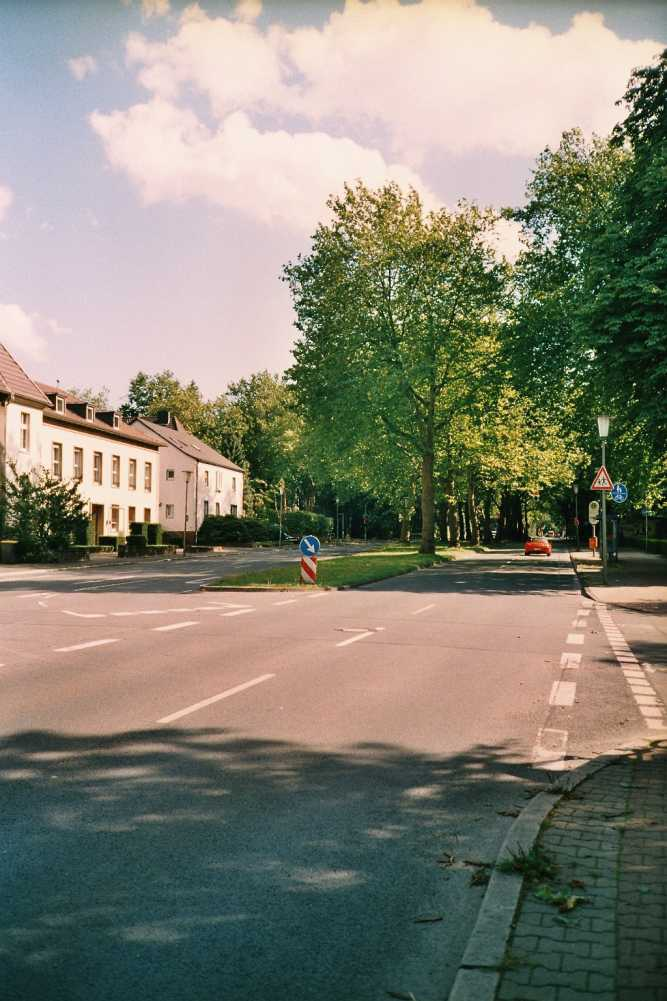
Bochums Königsallee

- Die Königsallee ist heute eine wichtige Verbindungsstraße von der Innenstadt in den Bochumer Süden. Die vierspurige Straße wurde im nördlichen Teil um 1910 als Erschließung des neuen Stadtviertels Ehrenfeld angelegt. Der südliche Teil wurde um 1930 als Arbeitsbeschaffungsmaßnahme begonnen und erst Mitte der 1950er Jahre fertiggestellt. Kennzeichnend für die Königsallee ist ihr großzügiger Verlauf sowie ihr alter Baumbestand an ihren Rändern und auf dem Mittelstreifen. Sie wurde in dem Lied „Bochum“ von Herbert Grönemeyer verewigt.
- Der Wattenscheider Hellweg gibt auf seinem gesamten Verlauf bis zur Stadtgrenze nach Essen eine gute Vorstellung über das historische Aussehen des Hellwegs im Ruhrgebiet. Interessant ist dabei weniger die Bebauung der Straße, sondern vielmehr die Tatsache, dass sie sich entlang eines Höhenzuges auf weiten Strecken durch landwirtschaftlich genutztes Gebiet zieht. An guten Fernsichttagen geht von dort aus der Blick bis ins 30 km entfernte Münsterland. Zu ihren markanten Punkten gehören die Pilgerkapelle St. Bartholomäus und das Heimatmuseum Helfs Hof. Die westlich in Steele endende Landstraße wurde bis 1794 als Chaussee ausgebaut. Nach Osten setzt sie sich in der Essener Straße und der Alleestraße bis zur Bochumer Innenstadt fort, im letzten Abschnitt tangiert sie das Werksgelände des ehemaligen Bochumer Vereins mit der Jahrhunderthalle.
- Das Bermuda3eck am Rande der Bochumer Innenstadt ist mit 60 gastronomischen Betrieben das wichtigste Kneipenzentrum des Ruhrgebiets und wird aus drei Straßen gebildet. Die „Kantenlänge“ des Bermudadreiecks beträgt circa 2 km. Es gibt über 7.000 Plätze in der Gastronomie, davon 3.000 Freisitzplätze. Über drei Millionen Gäste besuchen die Kneipenmeile pro Jahr. Im Sommer kommen bis zu 30.000 Gäste pro Tag, bei großen Events wie dem Festival Bochum Total sind es bis zu 400.000 Besucher pro Tag.
- Die Kortumstraße und die Huestraße sind zentrale Teile der Bochumer Fußgängerzone und Einkaufsmeile.

## Bonn
- Die Museumsmeile ist ein Anziehungspunkt für alle, die an Kunst und Kultur interessiert sind. Dort finden sich neben dem Kunstmuseum auch die Kunst- und Ausstellungshalle der Bundesrepublik Deutschland, das Haus der Geschichte der Bundesrepublik Deutschland und weitere Ausstellungen.

## Bottrop
- Der zentrale Platz in Bottrop ist der Pferdemarkt.

## Dortmund

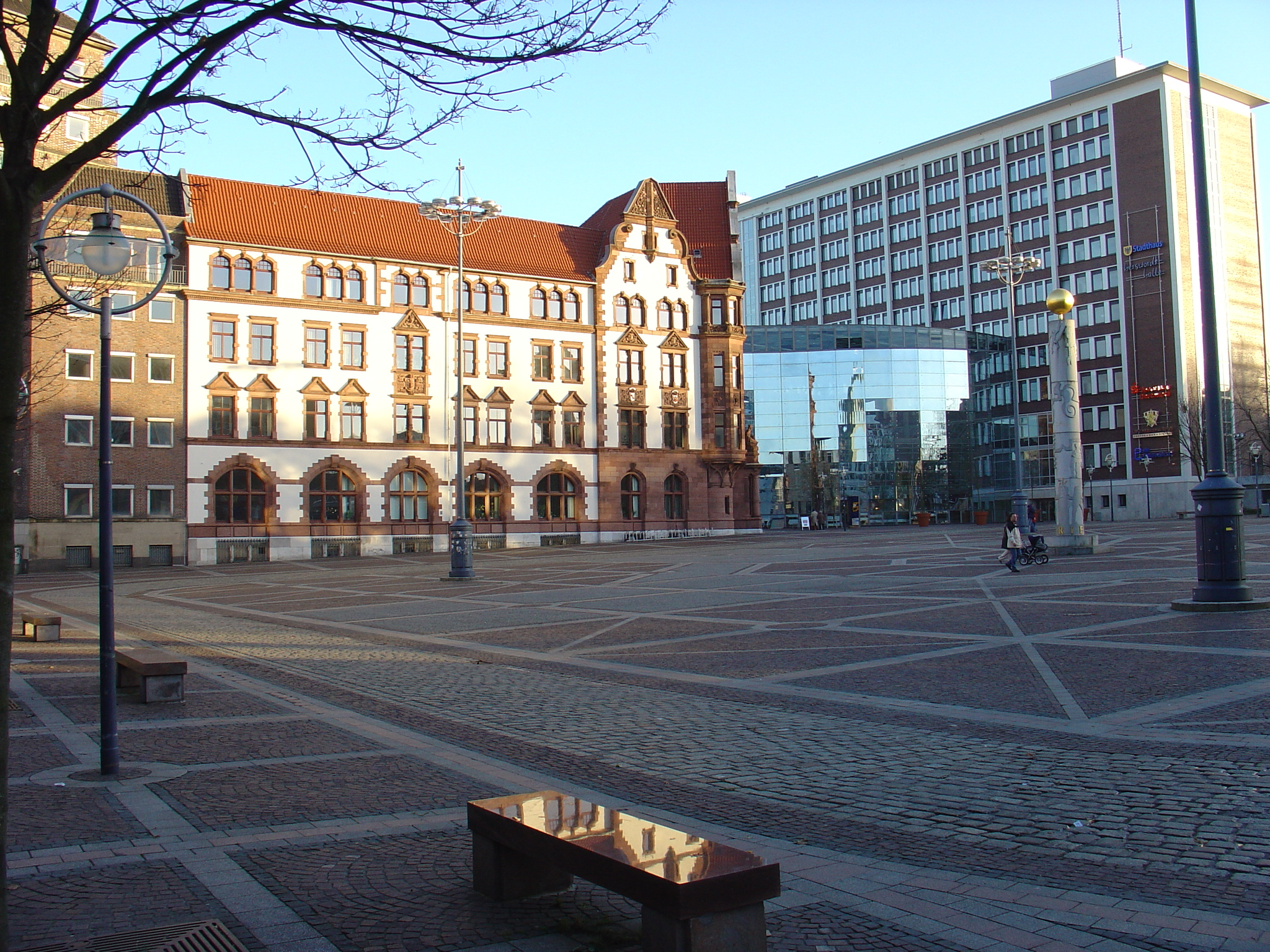
Friedensplatz mit Altem und Neuem Stadthaus sowie Berswordt-Halle

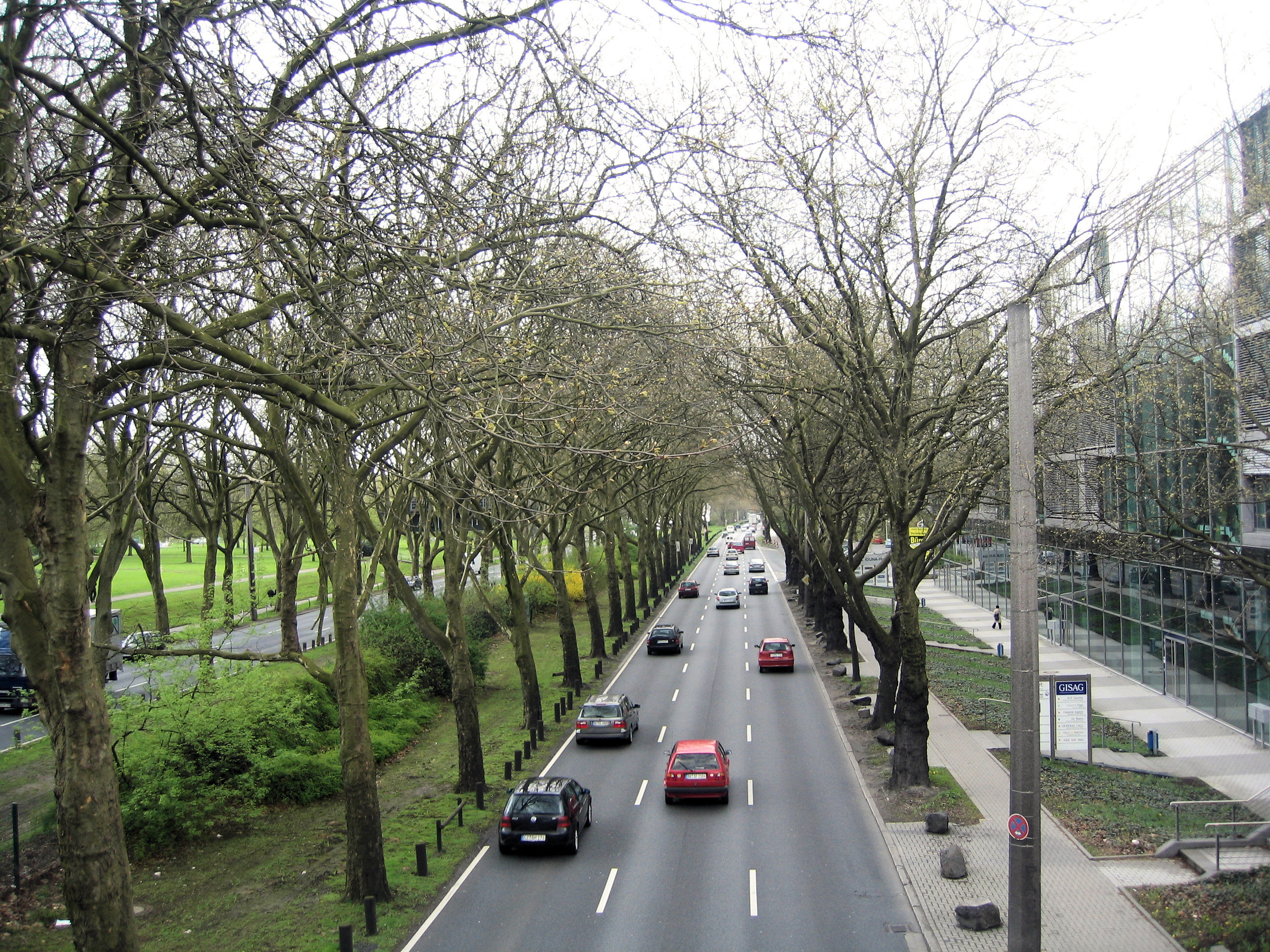
Rheinlanddamm in Höhe der Signal-Iduna Hauptverwaltung

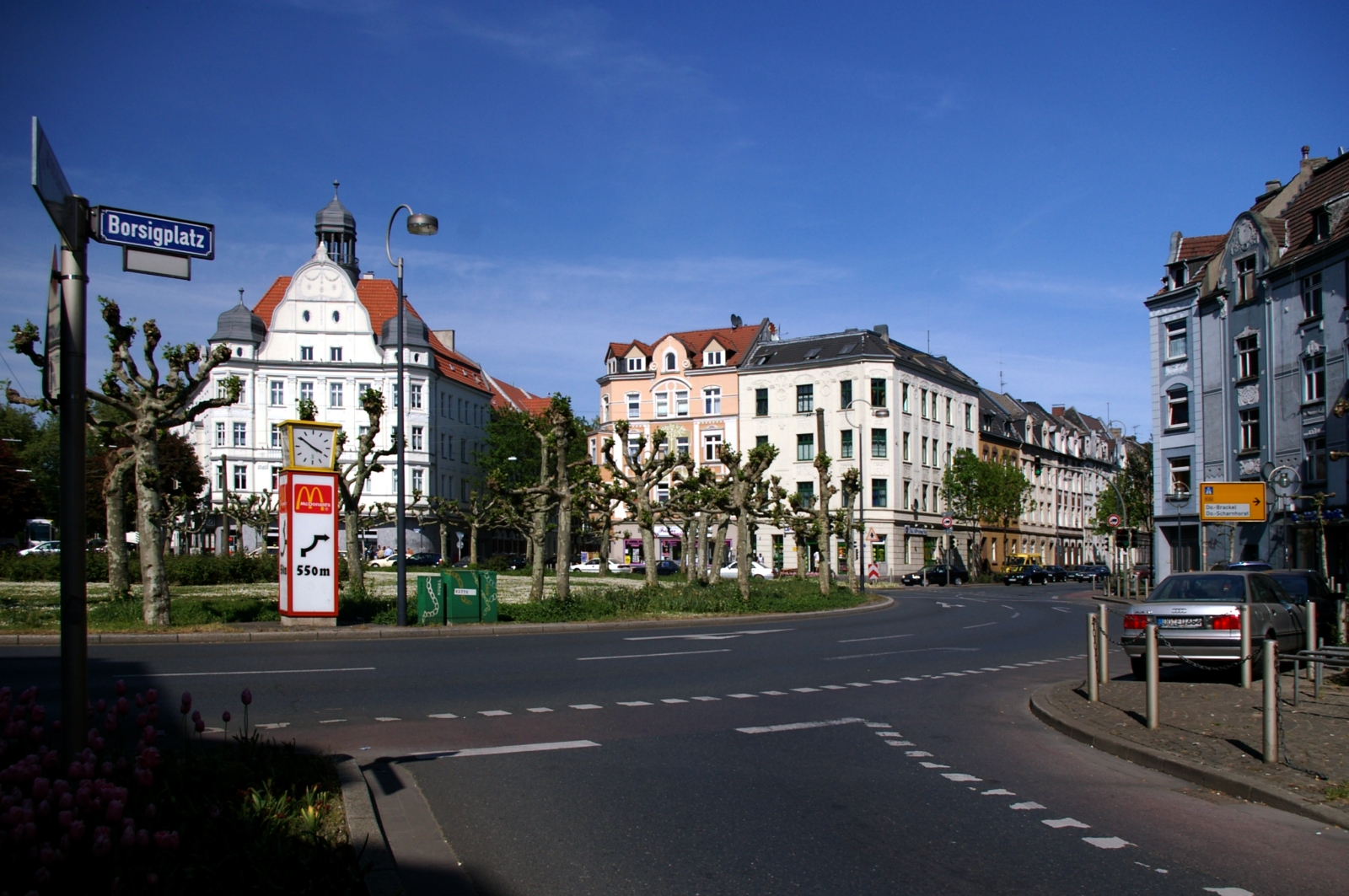
Der Gründungsort der Dortmunder Borussia – der Borsigplatz

- Der historische Westfälische Hellweg, der sich in Dortmund zwischen Reinoldi- und Marienkirche in den Westen- und Ostenhellweg teilt. Beide sind in Dortmund als Fußgängerzone ausgebaut und werden als Einkaufsstraßen genutzt. Der etwa einen Kilometer lange Westenhellweg ist die am zweithäufigsten frequentierte Einkaufsstraße Deutschlands.
- Die Brück- und die Wißstraße als Teil einer historischen Handelsroute von der Kölner Bucht Richtung Norddeutschland und Ostseeraum. Die Wißstraße ist heute eine kleine, eher unscheinbare Einkaufsstraße, während die Brückstraße Teil des Dortmunder Nachtlebens ist und eine hohe Dichte an Imbissen aufweist.
- Der Alte Markt ist der historische Marktplatz Dortmunds und diente wohl vor allem dem Fernhandel. Heute befinden sich überwiegend Gastronomiebetriebe um den Alten Markt.
- Der zentral in der Dortmunder Innenstadt gelegene Hansaplatz ist Dortmunds größter innerstädtischer Platz und dient mittwochs und samstags als Marktplatz. Zum Weihnachtsmarkt wird auf dem Hansaplatz der nach Angaben der Stadt Dortmund größte Weihnachtsbaum der Welt aufgestellt.
- Der Friedensplatz, der neben dem Hansaplatz zweite bedeutende Platz in der Dortmunder Innenstadt, liegt zwischen dem Dortmunder Rathaus sowie dem Alten und Neuen Stadthaus mit der Berswordt-Halle. Den Mittelpunkt des Platzes bildet eine Säule, auf der das Wort „Frieden“ in mehreren Sprachen zu lesen ist.
- Der Wall stellt die Grenze des historischen Dortmund dar. Heute ist er unterteilt in Burg-, Schwanen-, Ost-, Süd-, Hiltrop-, Hoher sowie Königswall und dient als Hauptstraße rund um die Dortmunder Innenstadt.
- Die Bundesstraße 1 stellt den Teilabschnitt des Ruhrschnellwegs auf Dortmunder Stadtgebiet dar und gliedert sich dort im Wesentlichen in den Rheinland- und den Westfalendamm. Die B1 wird täglich von 80.000 Kraftfahrzeugen frequentiert und zählt damit zu den am stärksten befahrenen Straßen in Deutschland. Am 19. Juli 2008 wurde der Rheinlanddamm erstmals mehrere Tage für den Straßenverkehr gesperrt, da er als Veranstaltungsort der Loveparade diente.
- Die Strobelallee war eine Hauptachse des ehemaligen Volksparks Dortmund. Heute sind an dieser die Westfalenhallen, das Stadion Rote Erde, das Westfalenstadion (heute Signal-Iduna-Park) und weitere öffentliche Einrichtungen zu finden.
- Der Borsigplatz ist als zentraler Platz der Dortmunder Nordstadt in der Nähe der ehemaligen Westfalenhütte vor allem als Gründungsort von Borussia Dortmund bekannt.
- Der Nordmarkt ist das Zentrum der Dortmunder Nordstadt. Auf ihm findet dienstags und freitags ein Wochenmarkt statt. Der Platz ist allerdings als Drogenumschlagsplatz in Verruf geraten.
- Die Linienstraße ist eine Bordellstraße mit Sichtblende.

## Duisburg

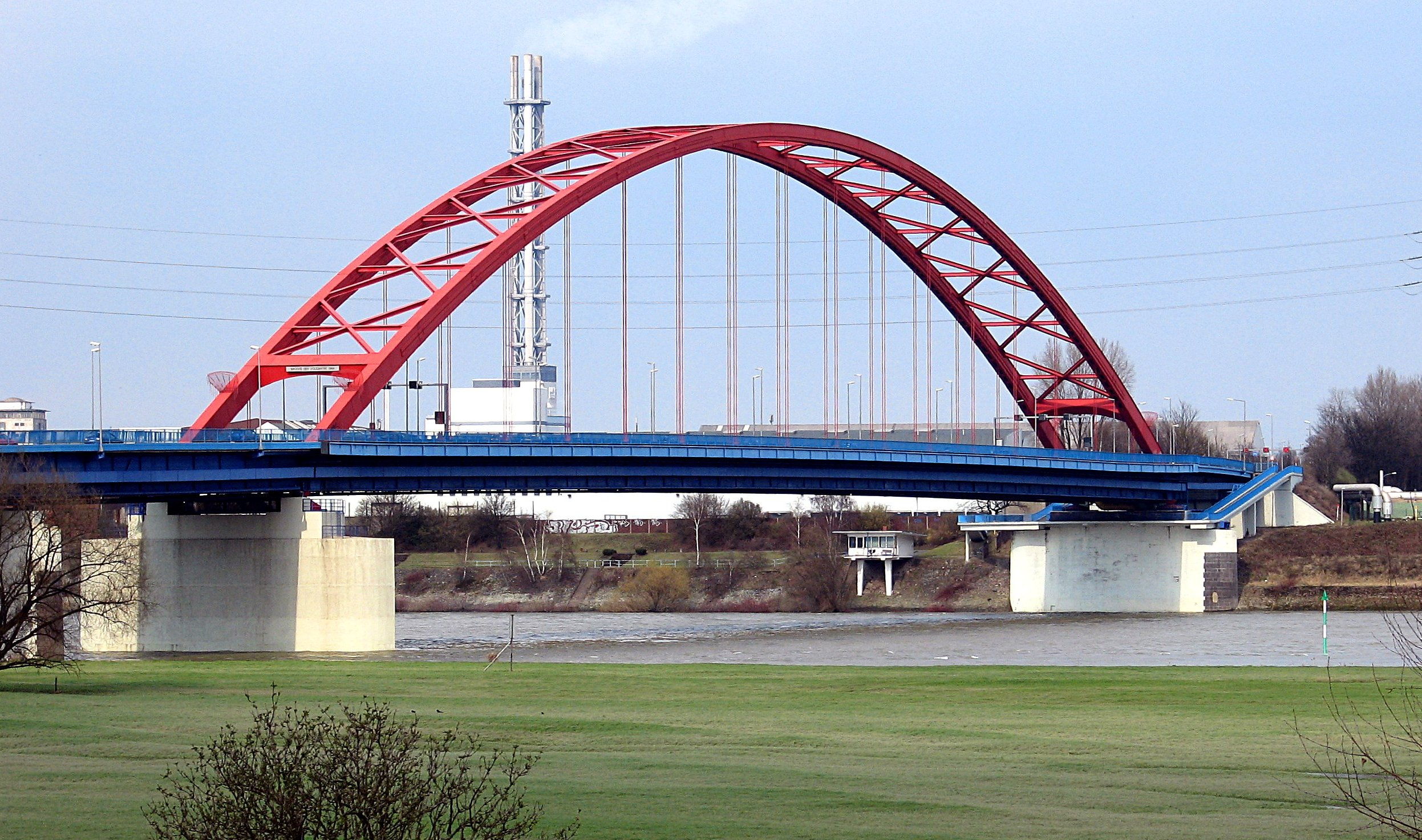
Brücke der Solidarität

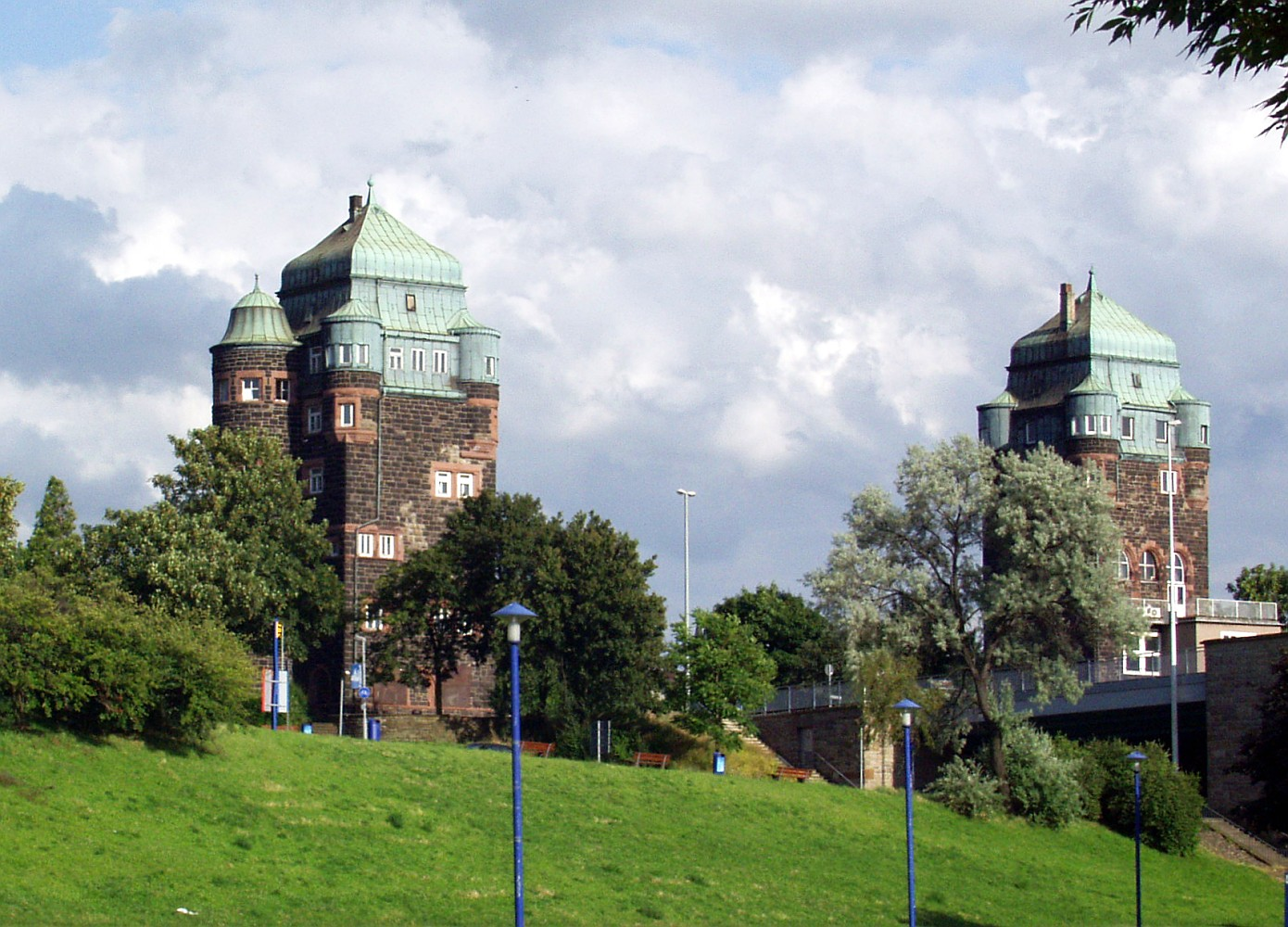
Brückentürme der Friedrich-Ebert-Brücke

- Die Berliner Brücke gilt als eine der längsten Straßenbrücken Deutschlands.
- Die Brücke der Solidarität verbindet die Stadtteile Rheinhausen und Hochfeld. Sie erhielt ihren Namen 1988, als zehntausende Menschen in mehreren Demonstrationen gegen die Schließung eines lokalen Stahlwerks und wurde damit zum Synonym der Stahlkrise.
- Im Zentrum prägen der Burgplatz, die Salvatorkirche sowie das Rathaus das Bild der im Zweiten Weltkrieg weitgehend zerstörten Altstadt.
- Die Friedrich-Ebert-Brücke verbindet den rechtsrheinischen Stadtteil Ruhrort mit dem linksrheinischen Stadtteil Homberg. Sie besteht bereits seit 1904.
- Altmarkt Hamborn
- Die Königstraße ist die wichtigste Einkaufsstraße der Stadt. Den gegenwärtigen Namen erhielt sie im Jahre 1850 zu Ehren des Königs Friedrich-Wilhelm IV, zuvor hieß die Straße, die außerhalb der Stadtmauern lag, Schwedenallee. Die Straße ist eine Fußgängerzone, im Jahre 1992 wurde die Stadtbahnlinie in einen unterirdischen Tunnel verlegt. Die Südseite ist mit einer Stahl- und Glas-Konstruktion überdacht. An der Königstraße befinden sich sechs Brunnen, darunter der „Lifesaver“ von Niki de Saint Phalle und Jean Tinguely.
- Der König-Heinrich-Platz ist der zentrale Platz in der Duisburger Innenstadt.
- Die Schwanentorbrücke ist eine von zwei Hubbrücken und überquert den Innenhafen. Eine erste Brücke gab es bereits 1841, die gegenwärtige Brücke entstand 1950.
- Marxloh Pollmann ist ein wichtiger Verkehrsknotenpunkt im Norden der Stadt an der Bundesstraße 8. Hier treffen die Straßenbahnlinien 901 und 903 aufeinander. Zudem existieren hier viele von Immigranten geführte Geschäfte, was diesem Platz eine besondere Atmosphäre verleiht.

## Düsseldorf

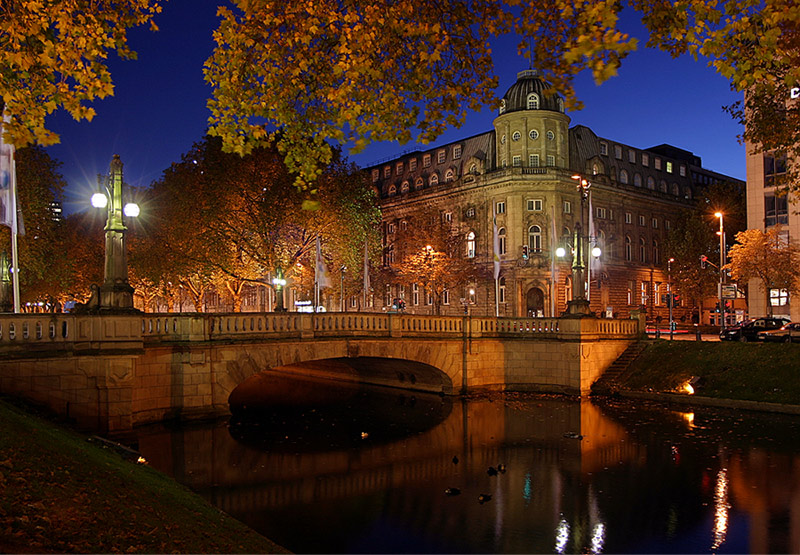
Die Königsallee bei Nacht

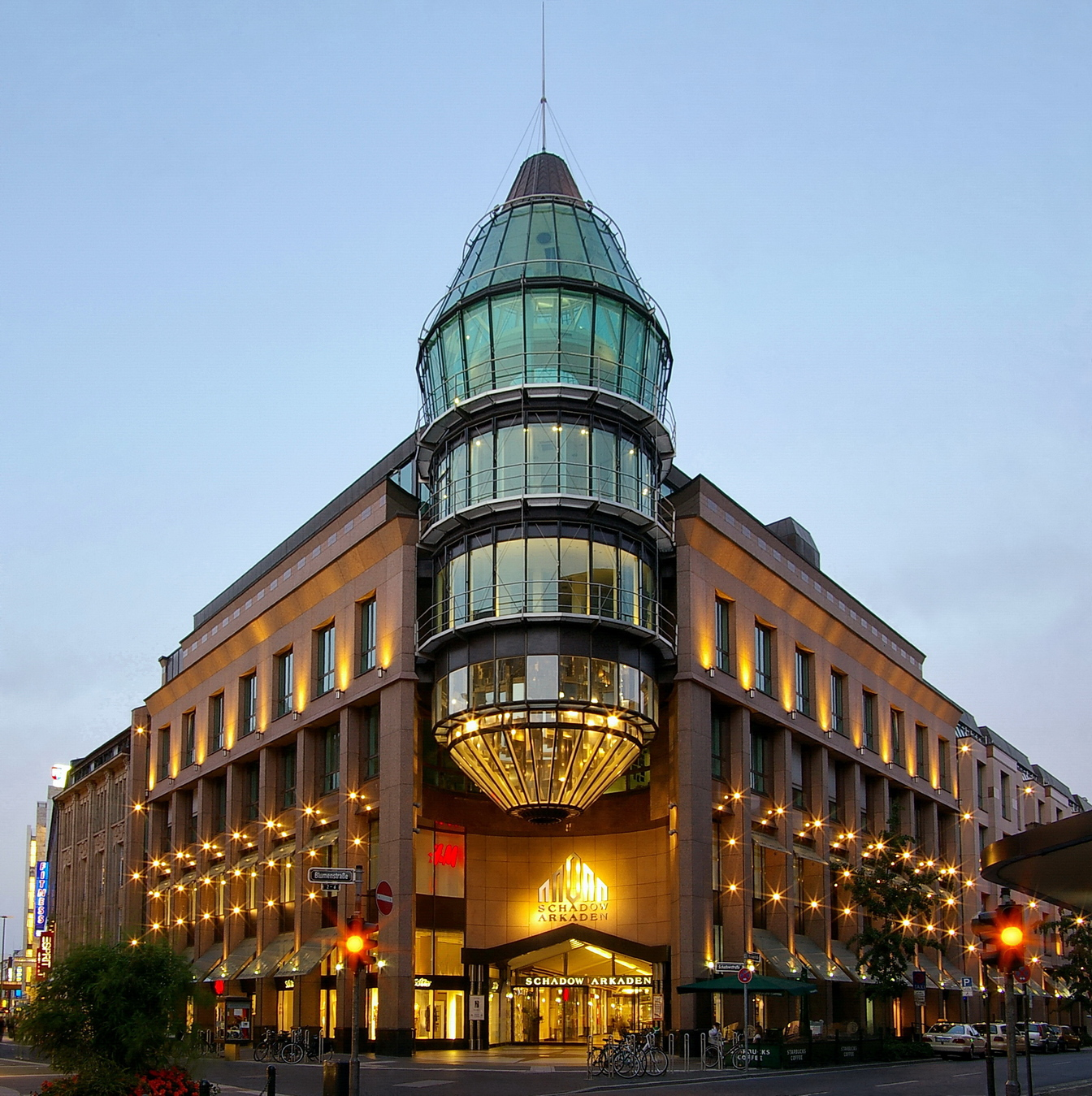
Die Schadow-Arkaden in der Schadowstraße

- Die Königsallee, bekannt auch unter dem Kürzel Kö, ist nach der Hamburger Reeperbahn und dem Berliner Kurfürstendamm die weltweit drittbekannteste deutsche Straße, unter anderem wegen ihrer zahlreichen exklusiven Geschäfte.
- Die Rheinuferpromenade ist eine Raumfolge an der Waterfront Düsseldorfs. Neben der Königsallee ist sie – auch wegen der Aussicht auf den Rhein und die Skyline der Stadt – die beliebteste Flaniermeile Düsseldorfs.
- Die Bolkerstraße ist eine zentrale Straße und Touristendestination in der Altstadt Düsseldorfs, zugleich eine der ältesten Straßen der Stadt. Sie beherbergt gut 50 Restaurants und Bars.
- Die Ratinger Straße ist eine belebte Straße in der Altstadt mit zahlreichen, besonders bei Einheimischen beliebten Kneipen in der Nähe der Kunstakademie; einst der Weg von Düsseldorf nach Ratingen.
- Die  Berliner Allee ist eine nach dem Zweiten Weltkrieg angelegte Hauptverkehrsachse in Nord-Süd-Richtung in der Düsseldorfer Innenstadt. Dort befinden sich unter anderem das Thyssen-Hochhaus und das Düsseldorfer Schauspielhaus.
- Die  Schadowstraße ist die größte Einkaufsstraße Düsseldorfs. Über sie erreicht man unter anderem die Schadow-Arkaden.
- Am Wehrhahn
- Der Burgplatz ist ein Platz in der Düsseldorfer Altstadt direkt am Rhein. Dort befindet sich mit dem Schlossturm der letzte verbliebene Teil des Düsseldorfer Schlosses.

## Essen
- Die Freiheit ist ein programmatischer Name für den Südausgang des Bahnhofs nach Rüttenscheid. Drumherum befindet sich die aus Postbank, RWE, Evonik und anderen Hochhäusern bestehende „Skyline“ Essens. Eingefasst wird sie im Süden vom Saalbau und dem Aalto-Theater.
- Der Berliner Platz gilt eher als eine verkehrsreiche Straßenkreuzung denn als städtischer Raum. Im Jahre 1999 hat man im Rahmen der Perspektivwerkstatt Berliner Platz versucht, unter Beteiligung der Bürger und internationaler Architektenteams Konzepte für eine ergänzende Neubebauung der Gegend zu entwickeln; sie wurden bis heute nicht umgesetzt.
- Die Kettwiger Straße, die Limbecker Straße und die Viehofer Straße sind drei bedeutende Straßen, die (als Fußgängerzonen) aus jeweils verschiedenen Richtungen ins Stadtzentrum führen.

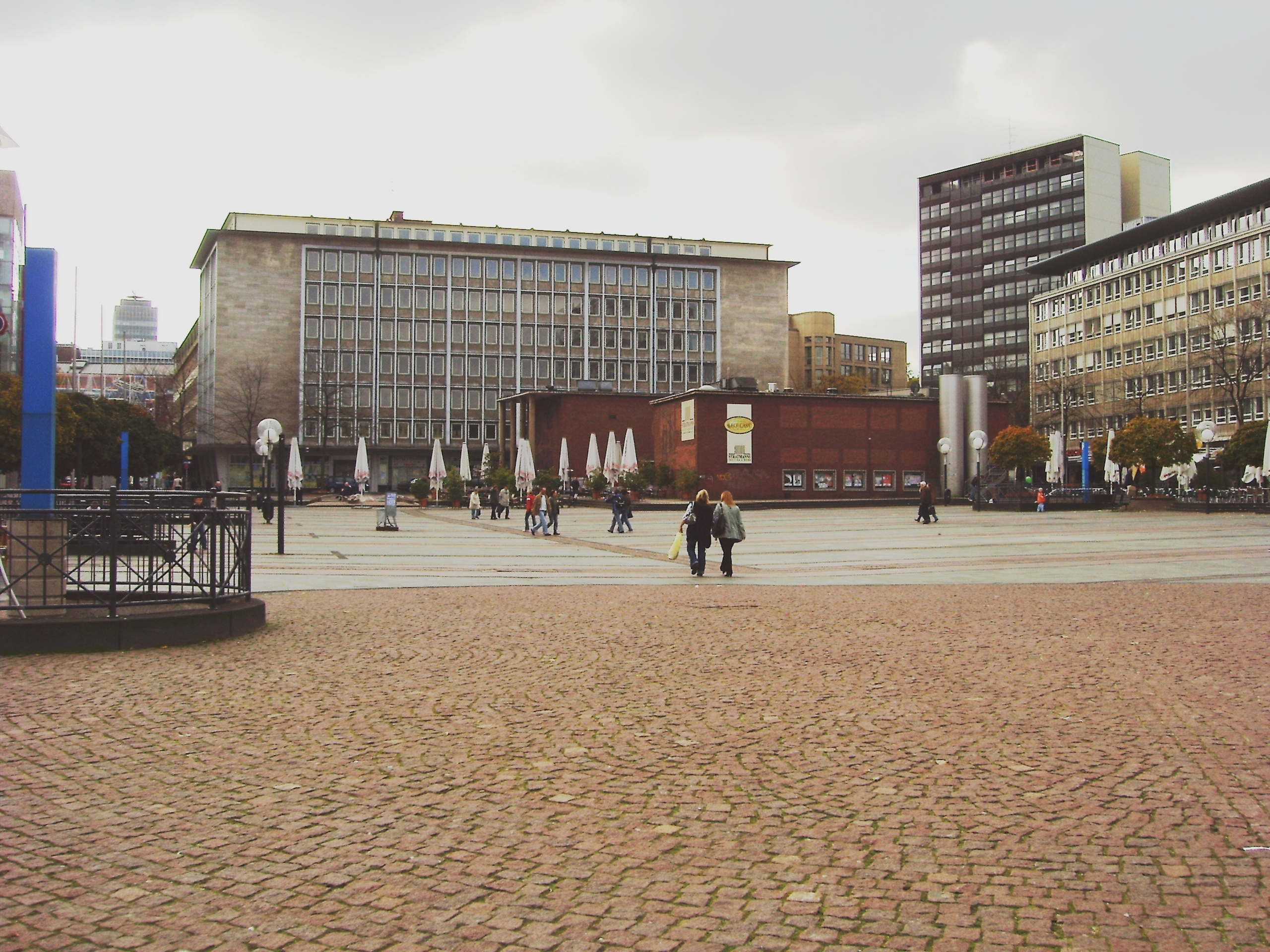
Kennedyplatz

- Die vorgenannten drei Straßen münden auf bzw. verlaufen in unmittelbarer Nähe von Kennedyplatz bzw. Porschekanzel. Sie sind somit weitere Bestandteile der Essener Fußgängerzone. Die Porschekanzel mit der ÖPNV-Station Rathaus Essen bildet hier den Eingang zur Rathaus Galerie (ehemaliges „City-Center“) und zum Rathaus.
- Die Alfredstraße und die Rüttenscheider Straße bilden die Südachsen von Essen. Rüttenscheid ist die inoffizielle Altstadt von Essen. Zahlreiche Gaststätten und Läden befinden sich an der Rüttenscheider Straße, die kurz „Rü“ genannt wird.
- Die Gemarkenstraße und der Gemarkenplatz befinden sich in Holsterhausen und gelten als Einkaufsmeile teils des „gehobenen Bedarfs“.
- Der Borbecker Markt gliedert sich in den neuen Markt unten am Bahnhof und den Alten Markt 150 m nördlich davon an der Kirche St. Dionysius. Borbeck als „Großstadt in der Großstadt“ hat ein lebendiges Marktgeschehen.
- Die Steeler Straße und der Grendplatz bilden die Ostachse und sind das Zentrum des östlichen Stadtteils Steele, der Endpunkt von Straßenbahn- und Buslinien sowie das Zentrum des Einzelhandels und Endpunkt der Steeler Fußgängerzone.
- Der Frintroper Markt liegt in Unterfrintrop und abseits der verkehrsbelebten Frintroper Straße. Er gilt als ruhiger Treff im westlichsten Essener Stadtteil.
- Die Brückstraße liegt im Zentrum von Essen-Werden. Die Insellage der Altstadt teilt die Verkehrsströme in Nord- und Südströme. Sie agiert als Verteiler zum ruhigen Werdender Altstadt-Nordbereich entlang der Ruhr.
- Der Markt auf der Margarethenhöhe liegt in Essen-Margarethenhöhe. Er ist Kulturerbe des Kruppschen Wohnsiedlungs-Baus.
- Die Altenessener Straße ist eine der Hauptverkehrsstraßen, die Richtung Norden aus die Innenstadt führt. In Altenessen befinden sich entlang der Altenessener Straße kleinere Geschäfte und das Einkaufszentrum Allee-Center. Die Altenessener Straße führt nach Gelsenkirchen-Horst.
- Die Gladbecker Straße ist eine der Hauptverkehrsachsen, welche nach Boy und Gladbeck führt.

## Gelsenkirchen
- Die zu einer Fußgängerzone umgewandelte Bahnhofstraße liegt in der Innenstadt, sie ist gleichzeitig die Haupteinkaufsstraße der Stadt.
- Die Hochstraße im Stadtteil Buer ist die zweite große Fußgängerzone in Gelsenkirchen. Sie ist vor allem für die nördlichen Stadtteile von Bedeutung.
- Die Kurt-Schumacher-Straße ist die wichtigste Nord-Süd-Verbindung Gelsenkirchens. Sie verbindet hauptsächlich die beiden Stadtteile Buer (im Norden) und Gelsenkirchen-Altstadt (im Süden).
- Der Schalker Markt war das historische Zentrum des Stadtteils Schalke und eng verbunden mit Geschichte und Persönlichkeiten des FC Schalke 04. Als Erinnerungsort ist er eine Station auf der Fußballroute NRW.[1]

## Gladbeck
- Die Hochstraße ist die Fußgängerzone vom Rathausplatz bis zum Marktplatz und Veranstaltungsort der städtischen Feste (Marktplatzfete, Appeltatenfest)

## Hagen
- Die Elberfelder Straße liegt mit 8490 Passanten/Std. auf Platz 11 der meistbesuchten deutschen Fußgängerzonen.
- Der Friedrich-Ebert-Platz bildet das Zentrum der Neuen Mitte Hagen. Das Zentrum der Stadt – direkt am Rathaus.
- Der Volkspark ist ein Park mit Konzertmuschel für Live-Auftritte.
- Theaterplatz heißt der im Jahr 2005 neugestaltete Vorplatz des Hagener Stadttheaters.
- Der Berliner Platz ist der Platz zwischen Hauptbahnhof und dem zentralen Omnibusbahnhof (ZOB).
- Als Springe wird der zentrale Marktplatz der Stadtmitte bezeichnet. Auf der Springe ist auch das Großkino CineStar zu finden.

## Haltern am See
- Die zentrale Einkaufsstraße der Seestadt, die Rekumer Straße, gesäumt von zahlreichen kleinen Fachgeschäften, führt auf den historischen Marktplatz.

## Hamm
- Die Südstraße – Hammer Meile wird im Volksmund einfach nur Meile genannt. Sie stellt das Zentrum des Nachtlebens in Hamm dar. Sie hat ein großes Einzugsgebiet, das bis ins Sauerland, Münsterland, östliche Ruhrgebiet und bis nach Ostwestfalen reicht.

## Hattingen
- Das Alte Rathaus zwischen „Marktplatz“ und „Kirchplatz“ ist das Zentrum der von Fachwerk bestimmten Innenstadt Hattingen.
- Der Marktplatz im Ortsteil Blankenstein liegt in der Nähe der Burg Blankenstein. Der Platz ist mit seinen Schnellrestaurants, Bistros und Eisdiele ein beliebter Treffpunkt von Motorradfahrern.

## Herne
- Die Bahnhofsstraße ist die Einkaufs- und Flaniermeile in Herne. Bereits in der ersten Hälfte der 1970er Jahre wurde sie zur Fußgängerzone umgestaltet. Die unter der Straße verlaufende U-Bahn hat im Bereich der Fußgängerzone drei Stationen.
- In der Hauptstraße nahe Wanne-Eickel Hbf befindet sich das ehemalige Stadtzentrum der 1975 eingemeindeten Stadt Wanne-Eickel mit der Fußgängerzone.

## Kamen

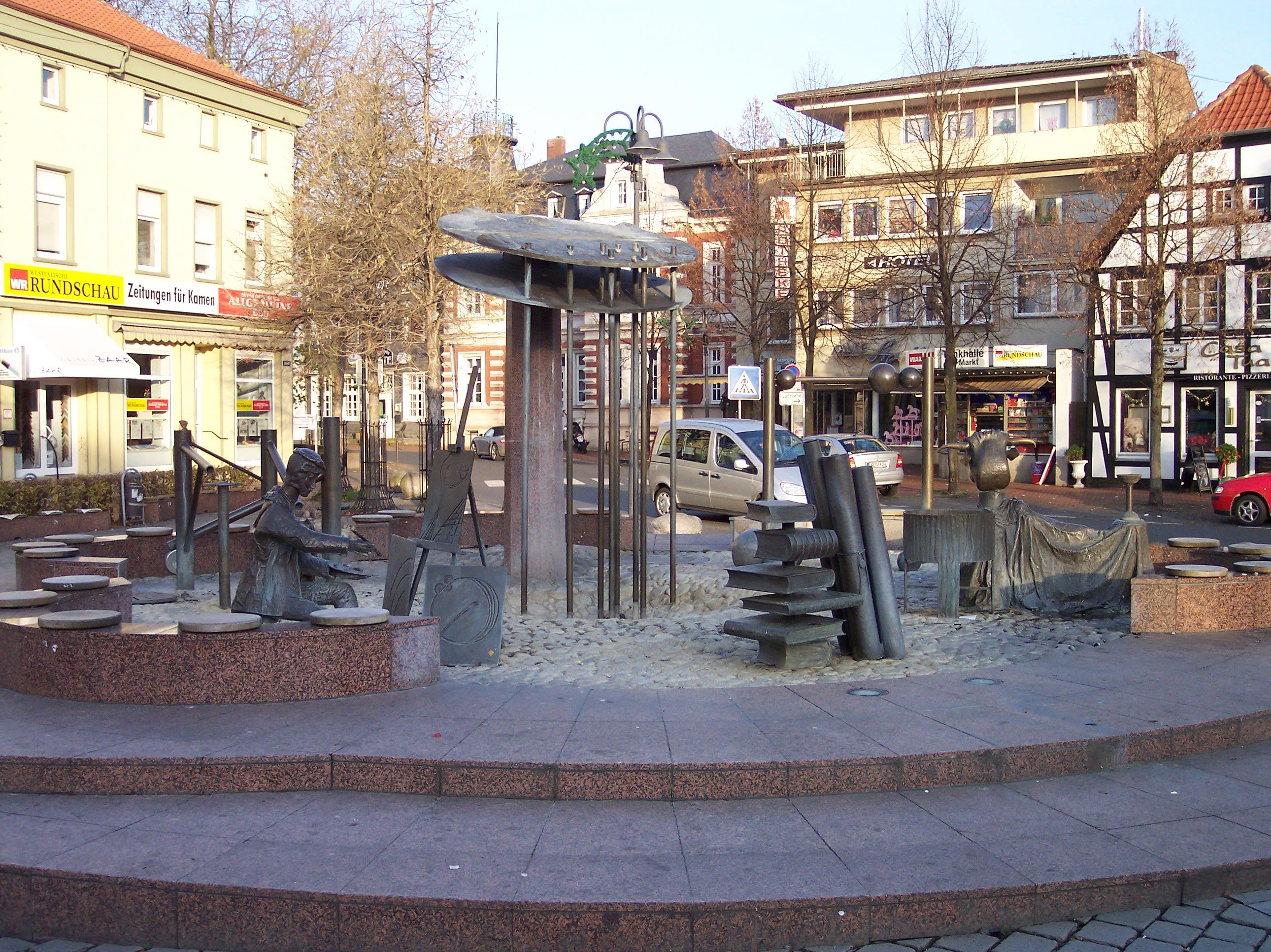
Brunnen-Plastik auf dem Alten Markt in Kamen

- Der Alte Markt ist die gute Stube der Stadt Kamen. Auf ihm findet sich der aufwändige Marktbrunnen des ortsbekannten Juweliers und Künstlers Gregor Telgmann. Am Alten Markt ist einer der beiden Schwerpunkte der Gastronomie Kamens. Der andere Schwerpunkt ist die Nordstraße, zu erreichen durch die kleine Verbindungsstraße an der VHS.
- Die vierspurige Kamener Hochstraße B233 (Neubau in den 1960er Jahren) ist bedeutend und besonders erwähnenswert, weil sie den vorigen schienengleichen Bahnübergang der Unnaer Straße über eine der meistbefahrenen Eisenbahn-Magistralen der Bundesrepublik entbehrlich machte. Die vorigen Wartezeiten wegen des häufigen Eisenbahnverkehrs und des auch nicht geringen Straßenverkehrs sind sehr vielen älteren Kamenern noch in äußerst unangenehmer Erinnerung.

## Köln

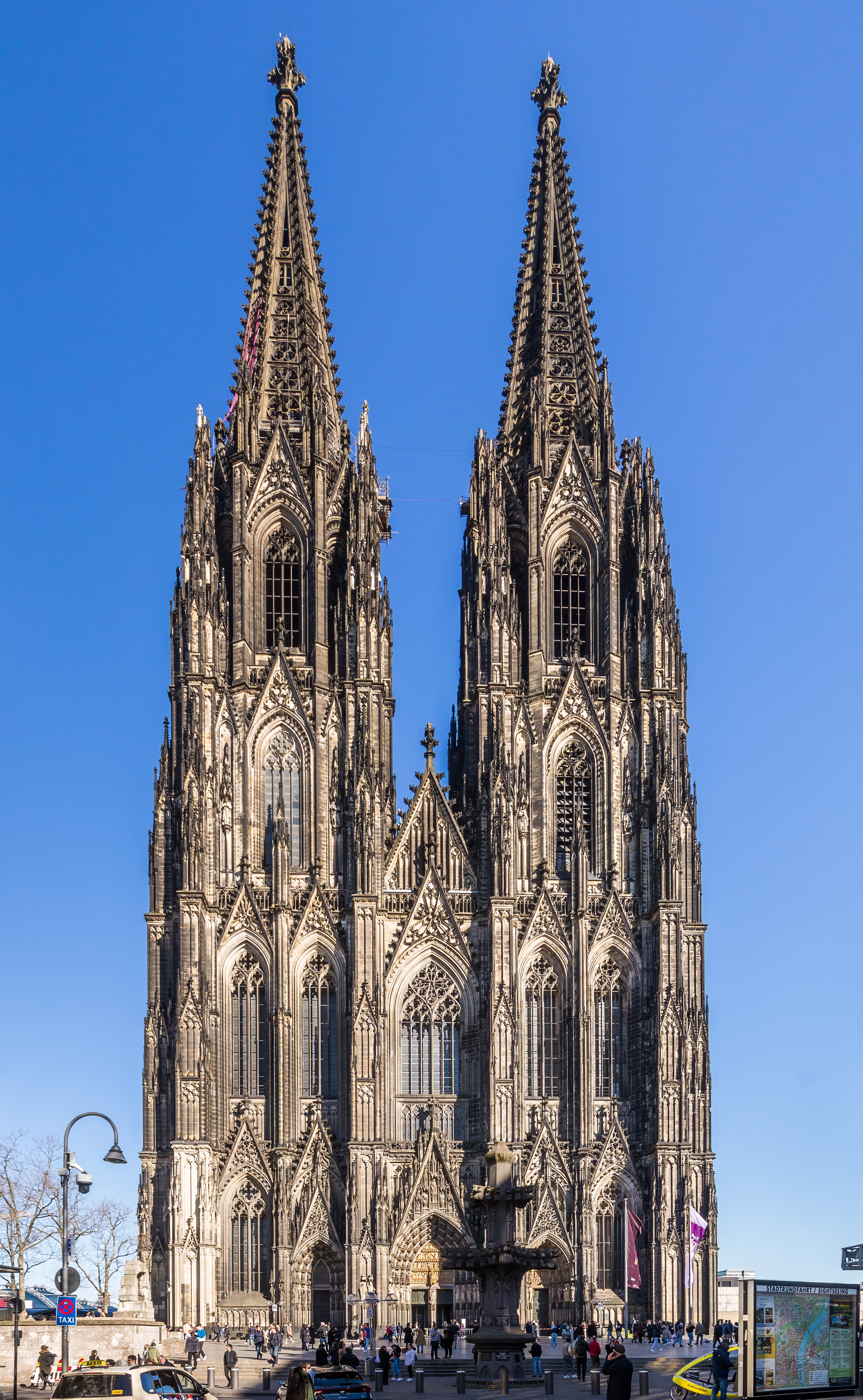
Der Kölner Dom mit der Domplatte im Vordergrund

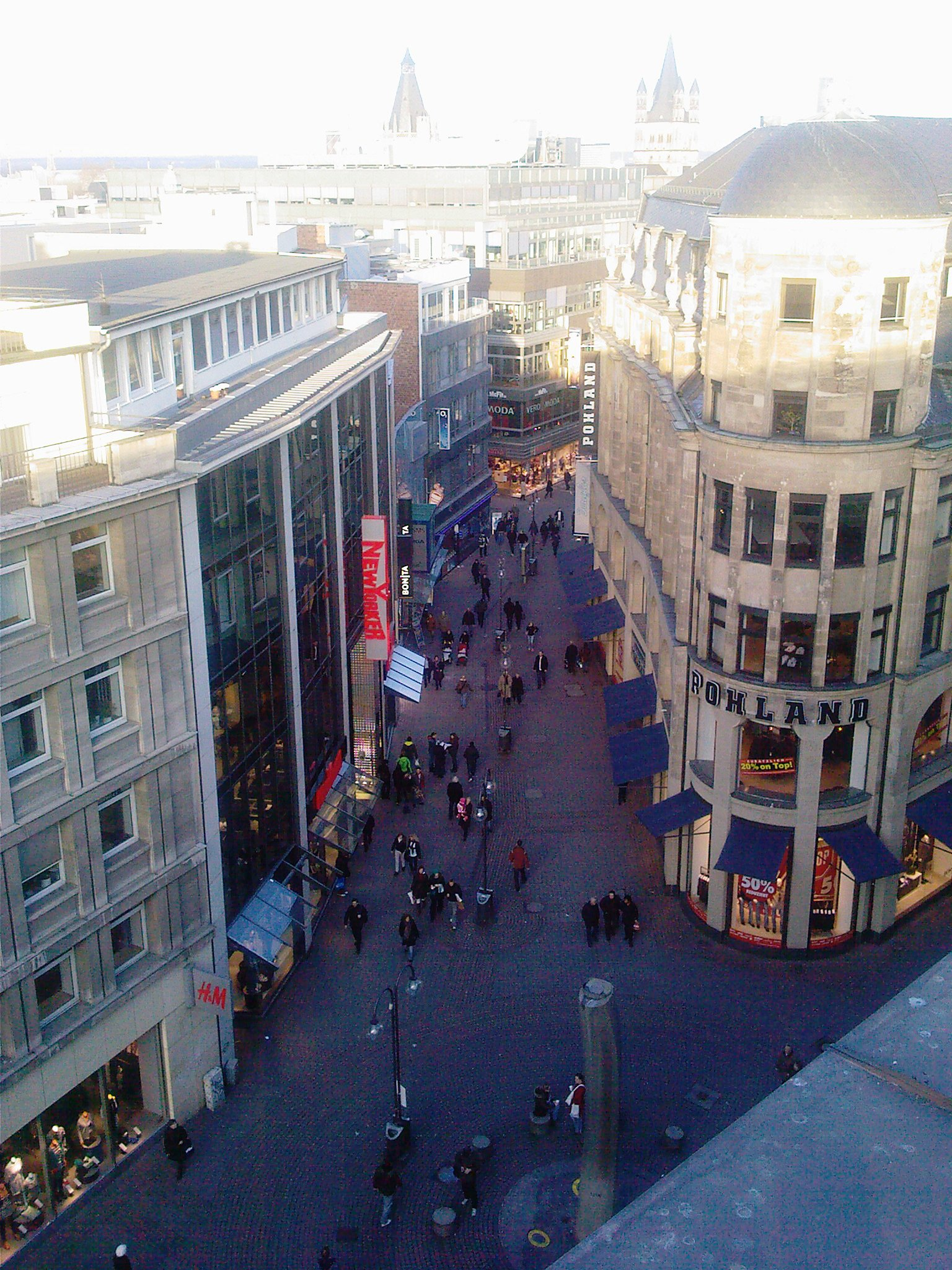
Das Ende der Schildergasse

- Der Platz Alter Markt, zwischen Rathaus und dem Kneipenviertel der sogenannten mittleren Altstadt gelegen, wird gern für populäre, kulturelle, politische oder künstlerische Veranstaltungen genutzt, darunter die jährliche traditionelle Eröffnung des Kölner Straßenkarnevals an Weiberfastnacht um 11:11 Uhr. Mit den vielen Sehenswürdigkeiten  in der Umgebung, zudem in unmittelbarer Bahnhofnähe, wirkt er auch als Dauermagnet für Touristen.
- Die Hohe Straße ist eine der meist frequentierten Einkaufsstraßen Deutschlands. Sie wurde bereits in der römischen Zeit als die wichtigste Nord-Süd-Achse von Colonia Claudia Ara Agrippinensium (cardo maximus, später strata lapidea) angelegt, sie war damals ein Teil des Weges Neuss–Bonn und die einzige auf ganzer Länge gepflasterte Straße der Stadt. Der heutige Name ist in der Zeit der französischen Besatzung im 18./19. Jh. entstanden. Heute gehört die Straße zur Fußgängerzone und ist fast ausnahmslos mit Nachkriegsgebäuden bebaut. Der angrenzende Wallrafplatz bildet das nördliche Ende der Hohe Straße, dahinter beginnt die Domplatte.
- Die Domplatte wurde 2006 in der ZDF-Reihe „Unsere Besten“ zum beliebtesten Ort in Deutschland gekürt. Sie umschließt den Kölner Dom nahezu vollständig und ist einer der am stärksten von Touristen frequentierten Plätze Kölns, darüber hinaus aber auch für Kölner ein beliebter Treffpunkt. Über eine breite Treppe ist der Hauptbahnhofsvorplatz an die nördliche Domplatte angeschlossen. Sie erschließt ebenerdig den Dom und die Domschatzkammer sowie das Museum Ludwig, die Hohenzollernbrücke und den Wallrafplatz mit der Haupteinkaufsstraße der „Hohe Straße“. Der südliche Teil der Domplatte ist nach Papst Johannes XXIII. Roncalliplatz benannt. Der östliche Teil, an dem das Baptisterium, die Dombauhütte und der Domherrenfriedhof liegen, stellt die Verbindung zum Heinrich-Böll-Platz und damit zum Rhein her.
- Rund um den Neumarkt befinden sich etliche Einkaufspassagen und -Galerien. In der Adventszeit wird auf dem Neumarkt ein Weihnachtsmarkt abgehalten, während des restlichen Jahres finden mitunter Flohmärkte und Sonderveranstaltungen wie die Bierbörse, Wein-Wochen u. a. statt.
- Die Schildergasse wurde in der römischen Zeit als die wichtigste Ost-West-Achse von Colonia Claudia Ara Agrippinensium (decumanus maximus) angelegt. Heute gehört sie zur Fußgängerzone der Stadt, und mit bis zu ca. 15.000 Passanten in der Stunde gilt sie als eine der meistfrequentierten Einkaufsstraßen in Deutschland. Das Weltstadthaus von Renzo Piano ist architektonisches Highlight dieser Straße.
- Die Kölner Ringe umschließen mit dem Rhein als östliche Begrenzung entlang dem Verlauf der mittelalterlichen Stadtmauer Kölns die Innenstadt von Köln. Im Norden beginnen die Ringe am Theodor-Heuss-Ring auf Höhe der Bastei und treffen im Süden auf Höhe des Ubierrings wieder auf den Rhein. Teile der Stadtmauer stehen noch heute an ihrem alten Platz, so z. B. das Eigelsteintor, die Stadtmauer am Hansaring, das Severinstor, das Hahnentor sowie die Stadtmauer am Sachsenring mit der Ulrepforte. Heute beherbergen die Ringe zahlreiche Geschäfte, Banken, Versicherungen, Restaurants, Kneipen, Diskotheken, Kinos usw. und sind ein von den Kölner Bürgern stark frequentierter Teil des Kölner Nachtlebens. Die Ringe sind gleichzeitig Teil der Bundesstraße 9.

## Krefeld
- Als die vier Wälle werden der Südwall, der Ostwall, der Nordwall und der Westwall bezeichnet. Sie grenzen die heutige Innenstadt ein. Alle vier Wälle sind Alleen, wobei der Nordwall eine normale Allee darstellt. Süd- und Westwall verfügen über einen parkähnlich angelegten Grünstreifen. Auf dem Westwall befinden sich auf dem von Bäumen gerahmter Mittelstreifen, Parkplätze, auf denen zweimal pro Woche der Wochenmarkt stattfindet. Der Ostwall ist eine Einkaufsstraße und Hauptachse des ÖPNV.
- Die Königstraße ist eine der wichtigsten Einkaufsstraßen der Stadt. Sie ist eine Parallelstraße zur Hochstraße und zum Ostwall und  verläuft vom Südwall bis über den Nordwall hinaus zur Nordstraße. Zwischen Marktstraße und St.-Anton-Straße ist sie mit einem Glasdach versehen, in diesem Abschnitt sind ausschließlich Geschäfte des gehobenen Preissegments angesiedelt.
- Der Von-der-Leyen-Platz ist der Rathausplatz. Der Name bezieht sich auf die bekannte Krefelder Seidendynastie von der Leyen, die das heutige Rathaus als Stadtschloss errichtet hatte.
- In der Fußgängerzone liegt die Hochstraße. Sie ist die Haupteinkaufsstraße in der Innenstadt und Teil der historischen „hohen Strasse“ zwischen Kleve und Köln.
- Die Gladbacher Straße ist eine Allee aus Platanen und die meist befahrene Einfallstraße Krefelds, unter welcher zudem die für das Stadtzentrum wichtigste Hauptwasserleitung liegt. Im Jahr 2006 wurde die Gladbacher Straße mit enormen Aufwand komplett erneuert. Im Zuge dessen wurden zwei neue Wasserleitungen (eine dient vorläufig als Reserve), ein neues Gleisbett für die Straßenbahnlinien 042 und 043 der SWK und an den Kreuzungsbereichen neue Ampelanlagen installiert. Zwischen den Straßenbahngleisen gibt es nun kein Kopfsteinpflaster mehr, so dass die Lärmbelastung sehr viel geringer ist. Auch das neue Gleisbett mit einem Schwingungsdämpfersystem sorgt für Beruhigung.
- Die Uerdinger Straße ist eine Verbindungsstraße zwischen den ehemals separaten Städten Krefeld und Uerdingen (heute ein Stadtteil von Krefeld). Die Straße wurde schon damals sehr breit angelegt und ist von zahlreichen Villen und Parkanlagen gesäumt. Sie verläuft schnurgerade über fast 4 Kilometer zwischen Rheinstraße (Verlängerung zum Ostwall) und Bockumer Platz.

## Leverkusen
- An der Opladener Altstadtstraße lag früher die Synagoge.
- Die Opladener Bahnhofstraße führt vom Bahnhof in die Fußgängerzone.
- Die Opladener Birkenbergstraße wurde ursprünglich Kaiserstr. genannt.
- Die Wiesdorfer Hauptstraße führt vom Rhein bis in die Fußgängerzone. Sie war 1901 die erste Straße mit Bürgersteigen, Bordsteigen und gepflasterten Rinnen.
- Die Kölner Straße führt von der Opladener Fußgängerzone in Richtung Wiesdorf
- Der Neuland-Park als großes Naherholungsgebiet auf einer ehemaligen Mülldeponie direkt am Rhein ist die Hinterlassenschaft der Landesgartenschau 2005.
- Die Kastanienallee an der Wupper ist nicht nur ein Naherholungsgebiet, sondern hier findet im Sommer auch die Bierbörse statt.

## Lünen
- Die Lange Straße ist die Haupteinkaufsstraße in Lünens Stadtmitte. Weitere wichtige Einkaufsstraßen sind die Münsterstraße, die Bäckerstraße, die Marktstraße und der Willy-Brandt-Platz.

## Marl
- Der Creiler Platz in Marl wurde als geographischer Mittelpunkt mit den beiden Rathaustürmen, Wohnhochhäusern und dem Einkaufszentrum Marler Stern auf der „grünen Wiese“ angelegt, da die Stadt aus mehreren Dörfern entstanden war und somit ein künstliches Zentrum gebraucht wurde.
- Die Loestraße ist die älteste Einkaufsstraße der Stadt. Hier liegt der „Ursprung“ des Marler Einzelhandels.
- Die Hülsstraße im Herzen des Stadtteils Hüls ist eine der zentralen Fußgängerzonen Marls. Als Stadtteilzentrum ist die Hülsstraße auch der historische Kern des Ostteils der Stadt.

## Mettmann
- Der Jubiläumsplatz liegt in der Innenstadt Mettmanns und wird von der Freiheitstraße (Fußgängerzone), der Mühlenstraße (Fußgängerzone), der Schwarzbachstraße so wie der Johannes Flintrop Straße „umfahren“.
- Der Adalbert-Bach-Platz ist Sitz der Kreispolizeibehörde Mettmann
- Der Marktplatz Am Markt erstreckt sich um die Kath. St.-Lambertus-Kirche
- Die Bundesstraße 7 (B7) verbindet die Stadt Mettmann mit der Stadt Wuppertal und der Landeshauptstadt Düsseldorf. Wegen der hohen Verkehrsbelastung in der Innenstadt soll sie in absehbarer Zeit über die Kreisstraße 18 (K18) geleitet werden.

## Moers
- Der Neue Wall gehörte früher zu den umfangreichen Festungsanlagen der Stadt. Heute befindet sich an der Stelle die nord-südliche Durchgangsstraße der Stadt und der zentrale Busbahnhof mit dem Namen Königlicher Hof. Westlich der Straße befinden sich die zur Fußgängerzone ausgebaute Innenstadt sowie weitere zu Grünanlage ausgestaltete Festungswälle.

## Mönchengladbach
- Die Hindenburgstraße ist eine bekannte Einkaufsstraße und führt hoch auf den
- Alten Markt, ein regional bekanntes Kneipenviertel. Dienstags, donnerstags und samstags Markt, ebenso am benachbarten
- Kapuzinerplatz

## Mülheim an der Ruhr
- Der Name der Schloßstraße entstammt dem sich auf dem anderen Ruhrufer befindenden Schloss Broich. In den Jahren 1996–1999 erfolgte ein Umbau der Fußgängerzone; die neue pflanzenlose Gestaltung gilt als umstritten. Es dominieren Geschäftshäuser der Nachkriegszeit.
- In der Mitte der Straße befindet sich der Synagogenplatz (ehemals: Viktoriaplatz) mit dem in Beton und Stahl ausgeführten Hajek-Brunnen von Otto Herbert Hajek.

## Oberhausen
- Im Bereich der Neuen Mitte Oberhausen und des GHH-Hauptlagerhauses von Peter Behrens ist die Essener Straße als „Allee der Industriekultur“ konzipiert
- Mülheimer Straße, hier verläuft die B223 von der Stadtgrenze zu Mülheim bis zum Beginn der Bundesautobahn 516
- Der Platz der Guten Hoffnung ist Hauptplatz in der Neuen Mitte Oberhausen vor dem Freizeit- und Einkaufszentrum CentrO
- Willy-Brandt-Platz (vorm. Berliner Platz)

## Oer-Erkenschwick
- Berliner Platz
- Hünenplatz
- Stimbergstraße als zentrale, Klein-Erkenschwick und Groß-Erkenschwick verbindende Achse

## Recklinghausen

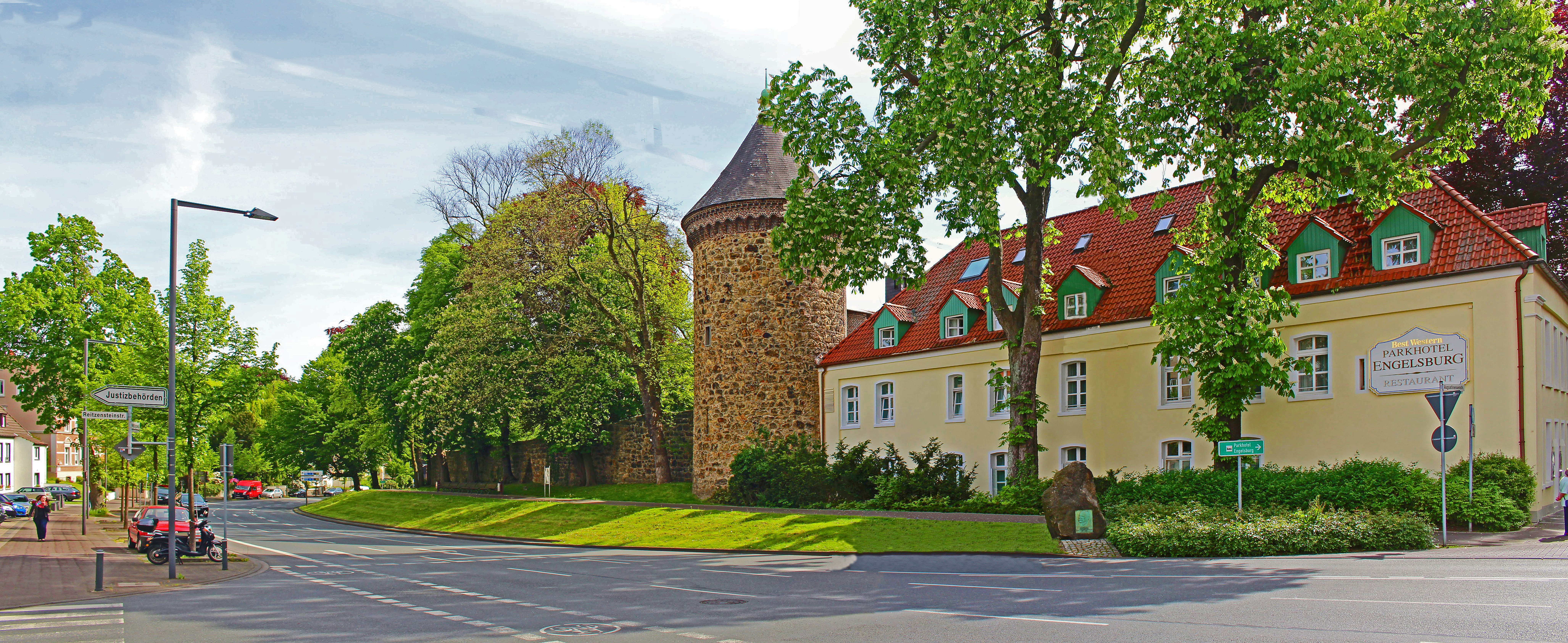
Herzogswall, Stadtmauer, Stephansturm und Engelsburg

- Der Markt innerhalb der mittelalterlich geprägten Innenstadt ist gleichzeitig das Zentrum der Fußgängerzone und war seit 1256 Standort der ersten Rathäuser der Stadt. Er wird heute von Bürgerhäusern mit Schmuckfassaden gesäumt.

- Der Wallring ist ein Boulevard, der die Innenstadt nahezu kreisförmig umschließt. Er wurde nach dem Vorbild des Wiener Rings gestaltet und folgt heute noch der mittelalterlichen Stadtbefestigung. Er ist vollständig als Hauptverkehrsstraße ausgebaut.

- Zwischen Robert-, Karl- und Westfalenstraße wurde ab 1900 durch die Harpener Bergbau AG die Dreiecksiedlung für die Bergarbeiter der Zechen Recklinghausen I und II errichtet.

- Der Kirchplatz an der Petruskirche ist der wohl älteste Platz der Stadt. Hier standen auch die Vorgängerbauten der heutigen Propsteikirche, deren Ursprung vermutlich ein karolingischer Königshof war.

- In der Kunibertistraße 12 steht das älteste erhaltene Wohnhaus der Stadt von 1558.

## Remscheid
- Die Alleestraße in der Remscheider Innenstadt ist die größte Einkaufsstraße in der Stadt. Sie ist eine reine Fußgängerzone und verbindet das Einkaufszentrum Allee-Center mit dem Markt.

## Selm
- Die Ludgeristraße ist die Haupteinkaufsstraße in der Selmer Altstadt.

- In Selm-Beifang hat sich die bis nach Bork führende Kreisstraße im zentralen Abschnitt von der Brücken- bis zur Buddenbergstraße zur Haupteinkaufsstraße entwickelt.

## Solingen

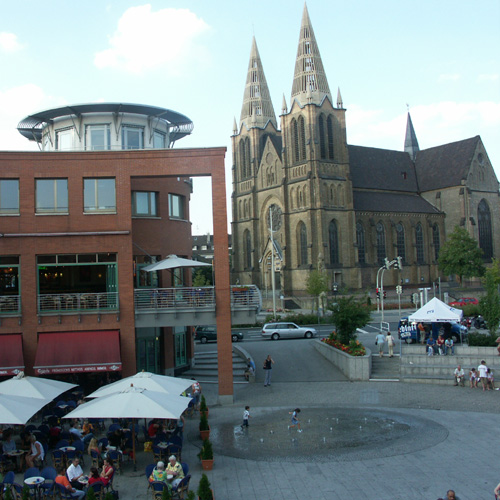
Mühlenplatz in Solingen mit den Clemens-Galerien und der Kirche St. Clemens

- Die Hauptstraße ist die zentrale Einkaufsstraße in Solingen-Mitte. Sie verläuft in Nord-Süd-Richtung und verbindet die beiden Plätze Mühlenplatz und Entenpfuhl.
- Der Graf-WIlhelm-Platz in der Innenstadt ist der zentrale Omnibusbahnbahnhof für den Bus- und Oberleitungsbusverkehr.
- Der Neumarkt ist der bedeutendste Marktplatz und Veranstaltungsort innerhalb der Innenstadt. Anliegend befindet sich das größte Solinger Einkaufszentrum Hofgarten.
- Der Alte Markt und der Fronhof sind kleinere Plätze innerhalb der Solinger Innenstadt.
- Am Walter-Scheel-Platz nördlich der Innenstadt befindet sich seit 2008 der Neubau des Rathauses Solingen.
- Die Düsseldorfer Straße ist die zentrale Einkaufsstraße im Stadtteil Ohligs. Sie beginnt am Solinger Hauptbahnhof und führt in westliche Richtung zum Ohligser Markt.
- Der Gräfrather Marktplatz bildet den Mittelpunkt des Stadtteils Gräfrath, der sich durch seinen historischen Ortskern auszeichnet.

## Sprockhövel
- Der Marktplatz in Niedersprockhövel ist mit seiner Eisdiele und seiner Pizzeria ein beliebter Treffpunkt von Radfahrern und Motorradfahrern.

## Unna

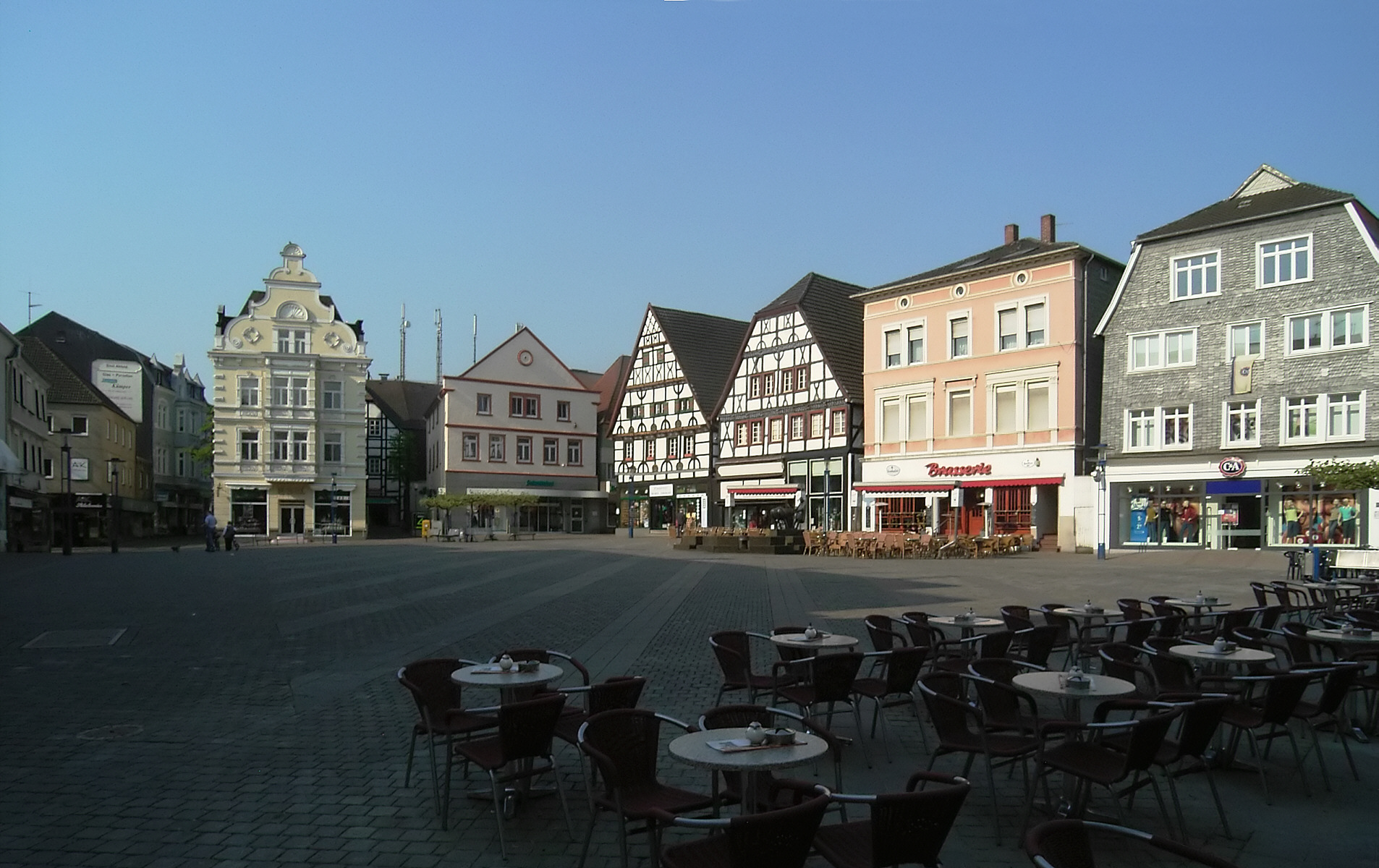
Der Alte Markt

- Der Alte Markt ist Kern der Altstadt von Unna und der Fußgängerzonen von Massener Straße sowie Bahnhofsstraße. Die Massener Straße im Westen und die abgewinkelte Feldstraße haben überregionale Bedeutung aufgrund des Zubringerverkehrs eines Möbelzentrums.
- Bedeutsam in Unna sind die vielfältigen Hellwege in West-Ost-Richtung, die den Verlauf einer über 2.000 Jahre alten Handelsroute vor der Haarstrang, dem ersten Kamm der Mittelgebirge markieren. Unna ist Kern der Hellweg-Region.
- Markant ist in Unna der Altstadt-Ring, der in seinem östlichen und südöstlichen Verlauf noch Teile der früheren Stadtmauer zeigt.

## Viersen
- Der Viersener Rathausmarkt ist seit dem Jahre 1982 ein Zentrum der Stadt Viersen, er entstand auf dem Gelände einer ehemaligen Kaffeerösterei und Schokoladenfabrik der Firma Kaiser’s, ein neues Einkaufs und Wohnviertel eingebunden in den öffentlichen Verkehr der Stadt durch den damals neuen Busbahnhof. Im Laufe der Jahre wurden einige öffentliche Gebäude rund um das neue Zentrum angeordnet, so im Jahre 1984 das Kreishaus des Kreises Viersen sowie in den folgenden Jahren die Stadtbibliothek und in den Jahren 2004–2005 das neue Rathaus (Stadthaus) der Stadt Viersen.

## Wetter (Ruhr)

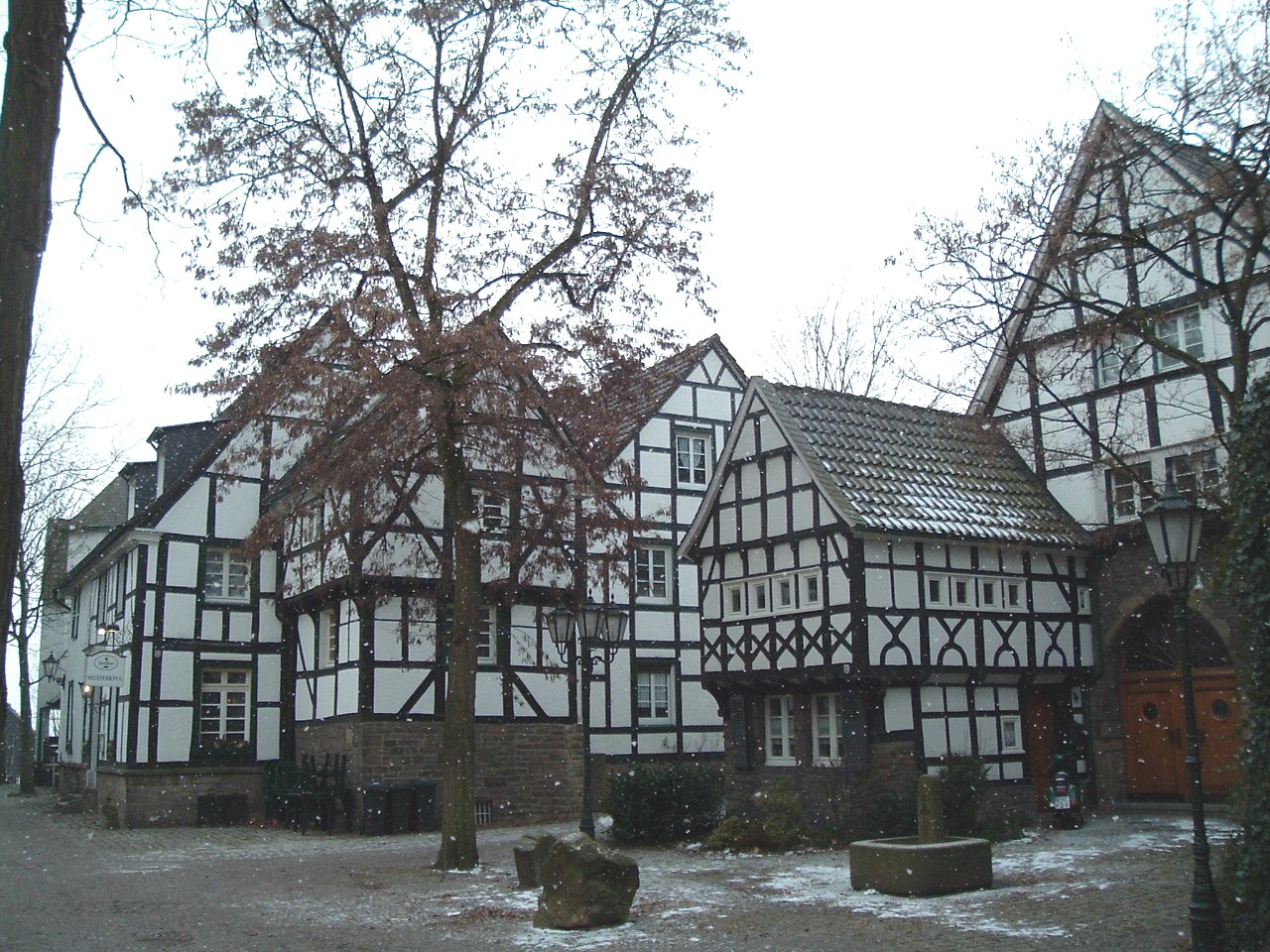
Das Fünf-Giebel-Eck in der Freiheit Alt-Wetter

- Die Freiheit um die Burg herum als das historische Zentrum des Ortes.

## Witten
- Die Bahnhofstraße vom Rathaus zum Hauptbahnhof ist Wittens Einkaufsmeile. Sie gehört zu den wenigen Fußgängerzonen, die komplett von einer Straßenbahnlinie ebenerdig erschlossen wird.

## Wuppertal

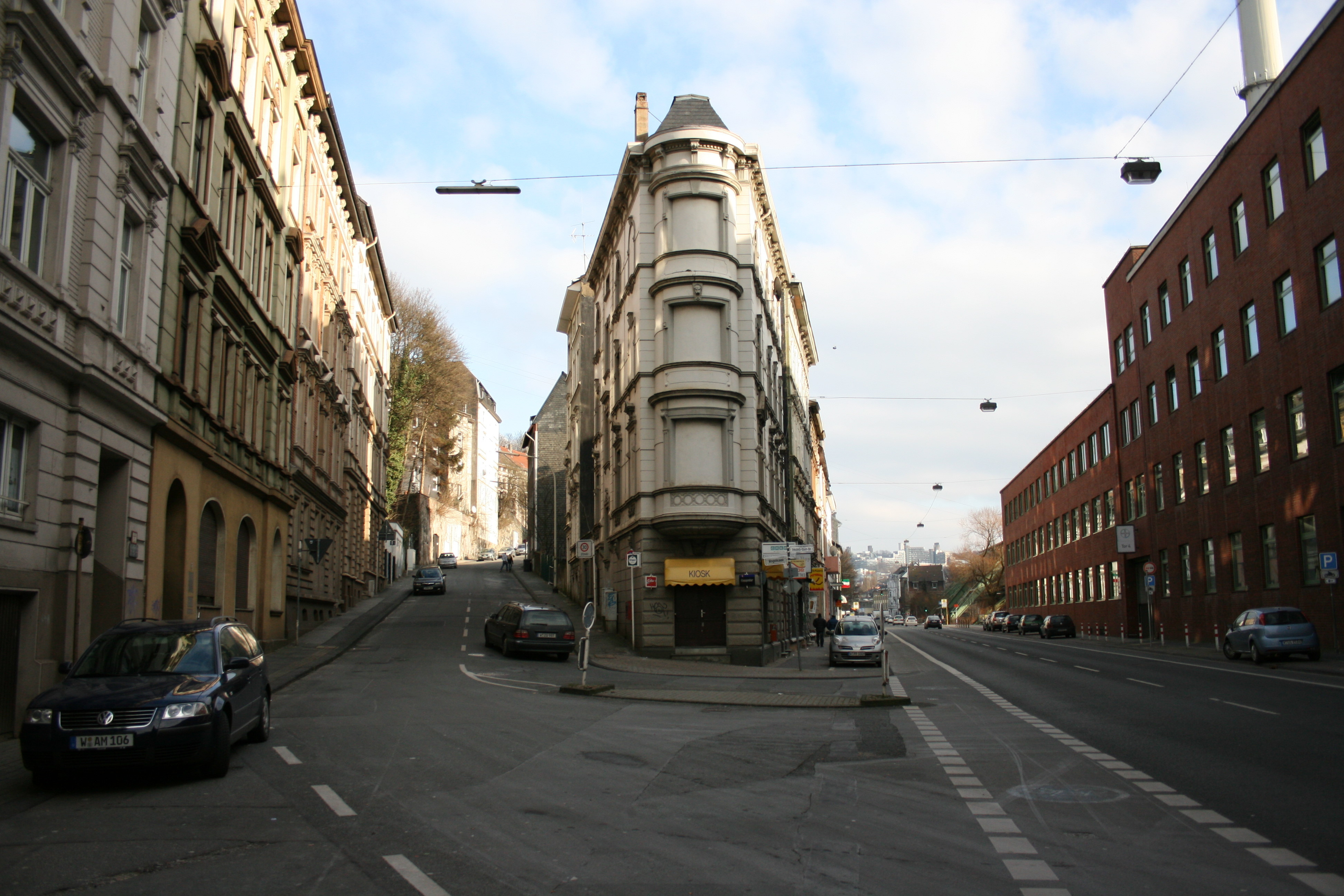
Die Friedrich-Ebert-Straße (rechts) mit Einmündung der Vogelsaue

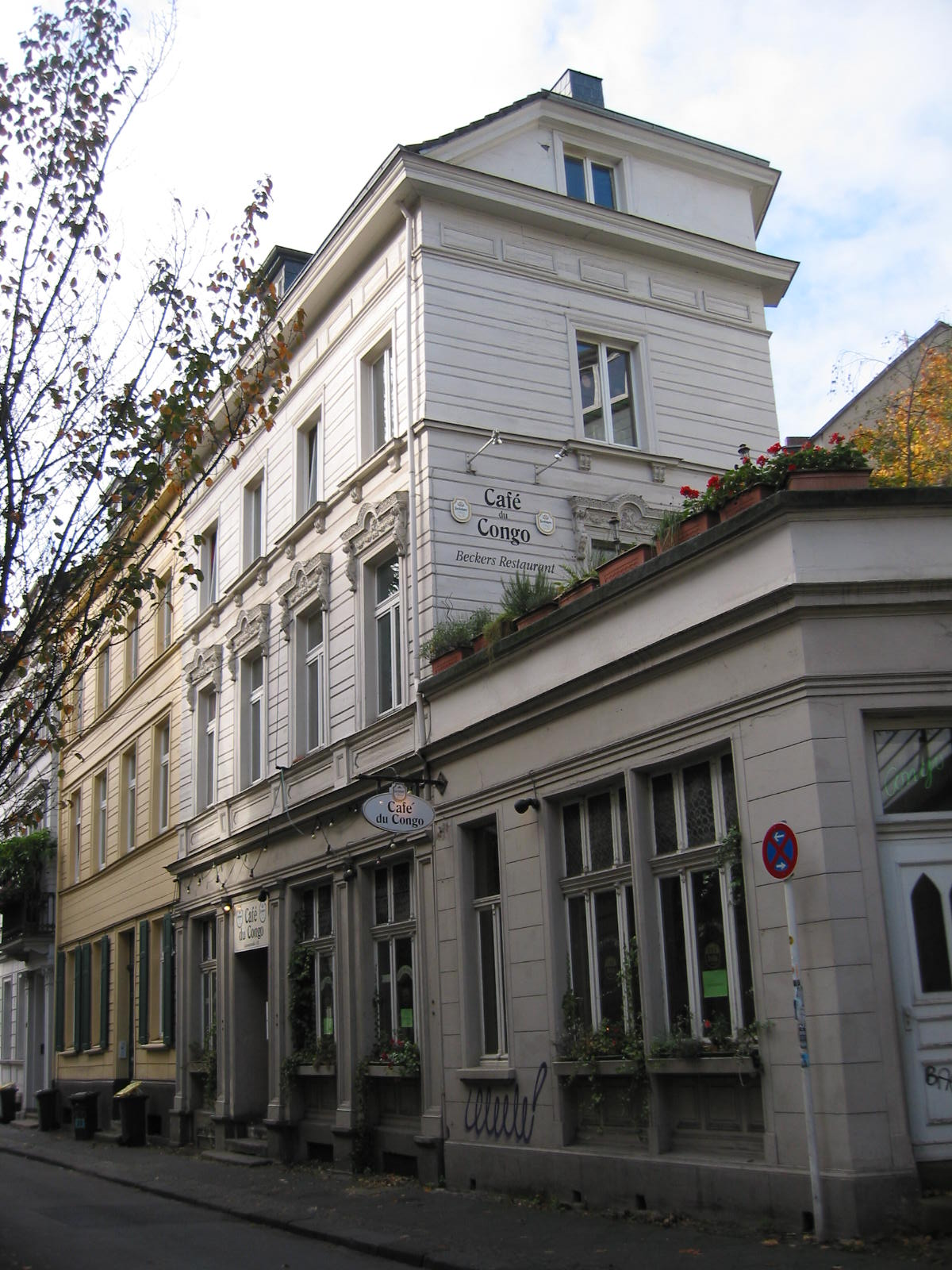
Ein Teil der Luisenstraße

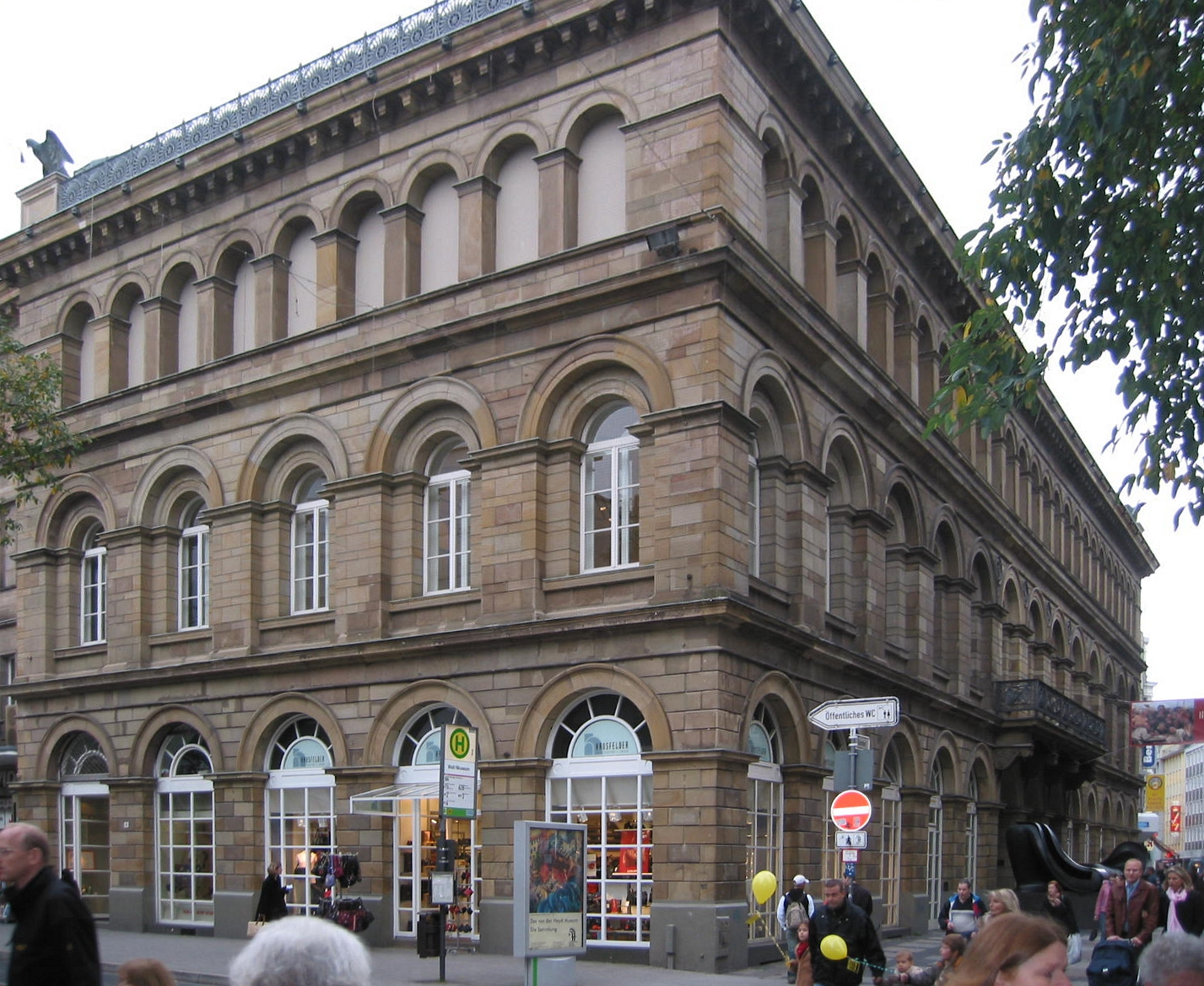
Das Von-der-Heydt-Museum am Wall

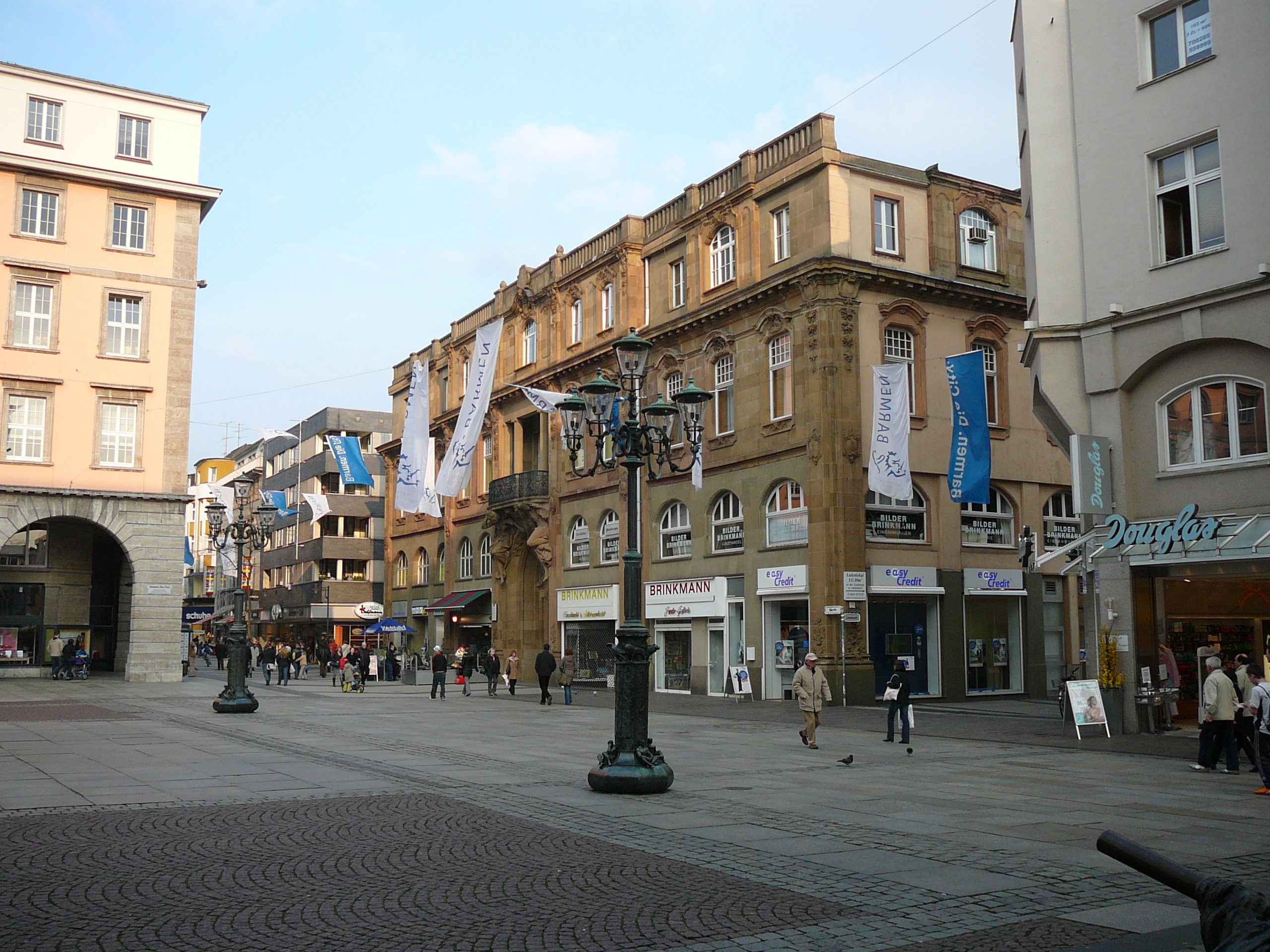
Das Gesellschaftshaus Concordia am Barmer Werth

- Der Alte Markt ist einer der Hauptverkehrsknotenpunkte des Wuppertaler Stadtteils Barmen und zugleich das Zentrum der Barmer Innenstadt.
- Der Deweerth’sche Garten ist ein über 200 Jahre alter Park im Zentrum Wuppertals, der als Bindeglied zwischen der Brille Straße und Luisenstraße fungiert.
- Der Döppersberg ist der zentrale Verkehrsknotenpunkt Wuppertals, das südliche Ende der Elberfelder Fußgängerzone und Teil des Hauptbahnhofes für Fern-, Regional- und innerstädtischen ÖPNV-Verkehr.
- Die Friedrich-Ebert-Straße verläuft über mehrere Kilometer als Bestandteil der Bundesstraße 7 von Wuppertal-Sonnborn bis ins Elberfelder Zentrum. Ab der Kreuzung B7/Briller Straße verläuft sie parallel zur Bundesstraße durch das Luisenviertel. An ihr befinden sich napp 150 denkmalgeschützte Gebäude.
- Auch die Friedrich-Engels-Allee ist Teil der B7, verläuft aber zum größten Teil durch Wuppertal-Barmen. An der Friedrich-Engels-Allee liegen unter anderem das Historische Zentrum sowie das Wuppertaler Opernhaus. Benannt ist sie nach dem dort geborenen Philosophen und Gesellschaftstheoretiker Friedrich Engels.
- Die Hofaue ist eine Straße in Wuppertal-Elberfeld, bis zur Mitte des 20. Jahrhunderts war sie das Zentrum der Wuppertaler Textilindustrie, deren ehemalige Kontore noch immer das Straßenbild prägen. Heute durch den Autoverkehr weitgehend von der Innenstadt abgeschnitten. Sitz von Unternehmen aus den Bereichen Kunst, Architektur, Design, Werbung. War bis Mitte 2006 Standort der Designausbildung an der Bergischen Universität Wuppertal.
- Der Kerstenplatz befindet sich am nördlichen Zulauf des Wall in die Neumarktstraße. Neben einem Wochenmarkt befinden sich direkt am Kerstenplatz unter anderem die Galeria Kaufhof, das Elberfelder Rathaus sowie ein Saturn-Elektrofachmarkt und eine Commerzbank-Niederlassung.
- Der Laurentiusplatz ist ein Platz in Wuppertal-Elberfeld, benannt nach dem Stadtpatron St. Laurentius und Vorplatz der gleichnamigen katholischen Kirche St. Laurentius. Zentrum der um 1830 durchgeführten, von klassizistischer Architektur geprägten, ersten Erweiterung der Stadt Elberfeld über ihre mittelalterlichen Grenzen hinaus. Heute Mittelpunkt des Luisenviertels mit Gastronomie und kleinen Fachgeschäften.
- Die Luisenstraße ist eine kleine Parallelstraße zur Friedrich-Ebert-Straße und Namensgeberin des Luisenviertels mit Gastronomie und kleinen Fachgeschäften.
- Die Robert-Daum-Platz ist ein bedeutender Verkehrsknotenpunkt im Stadtteil Elberfeld, an dem sich eine der 20 Haltestellen der Wuppertaler Schwebebahn befindet.
- Der Neumarkt ist ein Platz in Wuppertal-Elberfeld mit dem im Jahre 1900 gebauten einstigen Elberfelder Rathaus und Jubiläums-Brunnen. Auf dem Platz findet täglich ein Lebensmittelmarkt statt.
- Der Wall ist eine große Einkaufs- und Geschäftsstraße im Stadtteil Elberfeld, die vom Neumarkt bis hin zur Wupper verläuft. Am Wall liegen unter anderem das Von der Heydt-Museum und das Kaufhaus Michel.
- Der Werth wiederum ist die zentrale Einkaufsstraße Barmen, die mit dem Wuppertaler Rathaus parallel zur Bundesstraße 7 verläuft. Zu finden sind dort auch die restaurierte Barmer Ruhmeshalle sowie das fast 200 Jahre alte Gesellschaftshaus Concordia. Er gilt als eine der ersten Fußgängerzonen Deutschlands.